# Of New Trolls
Gli Of New Trolls (precedentemente UT New Trolls) sono un gruppo musicale italiano fondato nel 2011 da Gianni Belleno e Maurizio Salvi, rispettivamente batterista e tastierista dei New Trolls.

## Storia del gruppo
Verso la fine del 2011 i due musicisti hanno deciso di formare gli UT Uno Tempore - L'anima prog dei New Trolls, con l'intenzione di rivisitare dal vivo alcuni brani dei New Trolls non più suonati da diversi anni, in particolar modo il quinto album in studio UT del 1972.
Dopo alcuni concerti, la formazione incide un album dal vivo registrato al Teatro Smeraldo di Milano intitolato Live in Milano, contenente brani storici dei New Trolls mai portati sul palco fin dal 1973. Nell'aprile 2012 ottengono un grande successo grazie a un mini tour in Giappone e con lo spettacolo Notte New Trolls, quest'ultimo tenuto assieme a Il Mito New Trolls.
Cambiato nome in UT New Trolls, il 5 febbraio 2013 il gruppo ha pubblicato il primo album in studio Do ut des, al quale ha preso parte in qualità di ospite speciale il cantante Fergie Frederiksen (ex-cantante dei Toto) nel brano Can't Go On. Il 27 novembre 2015 è stata la volta del secondo album in studio, intitolato É.
Agli inizi del 2018 Belleno ha annunciato il cambiamento di nome in Of New Trolls, coinvolgendo in formazione anche lo storico chitarrista dei New Trolls, Nico Di Palo. La prima pubblicazione del gruppo con il nuovo nome è stata il singolo Le collegiali, uscito il 9 febbraio, dopodiché si sono esibiti a Castel San Giovanni il 3 marzo, concerto registrato per l'album dal vivo Live 50.0.
Nel febbraio 2020 è uscito il singolo Sogni, in collaborazione con il rapper Flowmatto, mentre il 18 dicembre 2020 il gruppo ha pubblicato il doppio singolo Fuori di qua/La mia musica, uscito esclusivamente su vinile. Il 14 gennaio 2022 è stato pubblicato l'album Le radici e il viaggio continua..., composto da undici inediti e sei nuove versioni di brani originariamente composti dai New Trolls.

## Formazione

### Attuale
- Gianni Belleno – batteria, voce (2011-presente)
- Claudio Cinquegrana – chitarra, cori (2011-2019, 2023-presente)
- Stefano Genti – tastiera, flauto, voce (2014-presente)
- Nando Corradini – basso, cori (2017-presente)
- Nico Di Palo – chitarra, tastiera, voce (2018-presente)

### Ex componenti
- Andrea Perrozzi – tastiera, voce (2011-2012)
- Massimo Gori – basso, voce (2011-2012)
- Fabrizio Kiarelli – basso, voce (2011-2013)
- Maurizio Salvi – tastiera, cori (2011-2020)[8]
- Alessandro Del Vecchio – tastiera, voce (2012-2013)
- Anna Portalupi – basso (2012-2013)
- Paolo Zanetti – basso (2014-2016)
- Umberto Dadà – voce (2014-2020)
- Alessio Trapella – basso, voce (2014-2016)
- Claudio Tarantola – tastiera, voce (2017-2018)
- Roberto Selvatici – chitarra, voce (2019-2020)
- Matteo Calza – chitarra, cori (2020-2023)
- Mamo Belleno – chitarra, tastiera, voce (2020-2023)

## Discografia

### Album in studio
- 2013 – Do ut des (pubblicato come UT New Trolls)
- 2015 – É (pubblicato come UT New Trolls)
- 2022 – Le radici e il viaggio continua...

### Album dal vivo
- 2012 – Live in Milano (pubblicato come UT Uno Tempore)
- 2016 – É in concerto (pubblicato come UT New Trolls)
- 2018 – Live 50.0

### Singoli
- 2018 – Le collegiali
- 2019 – Porte aperte
- 2020 – Sogni (feat. Flowmatto)
- 2020 – Fuori di qua/La mia musica

## Videografia

### Album video
- 2015 – live@puccini.fi (pubblicato come UT New Trolls)

### Video musicali
- 2015 – Cambiamenti
- 2016 – Dies irae
- 2020 – Sogni (feat. Flowmatto)